# 남성향
남성향(男性向)은 남성들에게 초점을 두고 만들어진 문화상품이나 그러한 상품들이 띠는 성향을 말한다. 주로 일본에서 제작된 만화나 애니메이션 및 게임 등의 매체에 대해 사용되나, 때로는 대한민국에서 만들어진 작품이나 소설, 영화 등의 매체로까지 범위가 넓어지기도 한다. 남자 캐릭터 한명과 여자 캐릭터 여러명 사이의 관계를 그리는 하렘물이 대체로 여기에 포함되며, 여자 캐릭터들 사이를 다루는 백합물이나 액션, 스릴러, 누아르를 주요 소재로 하는 작품들 역시 여기에 포함될수 있다.

## 같이 보기
- 여성향